# Studebaker-Packard Corporation

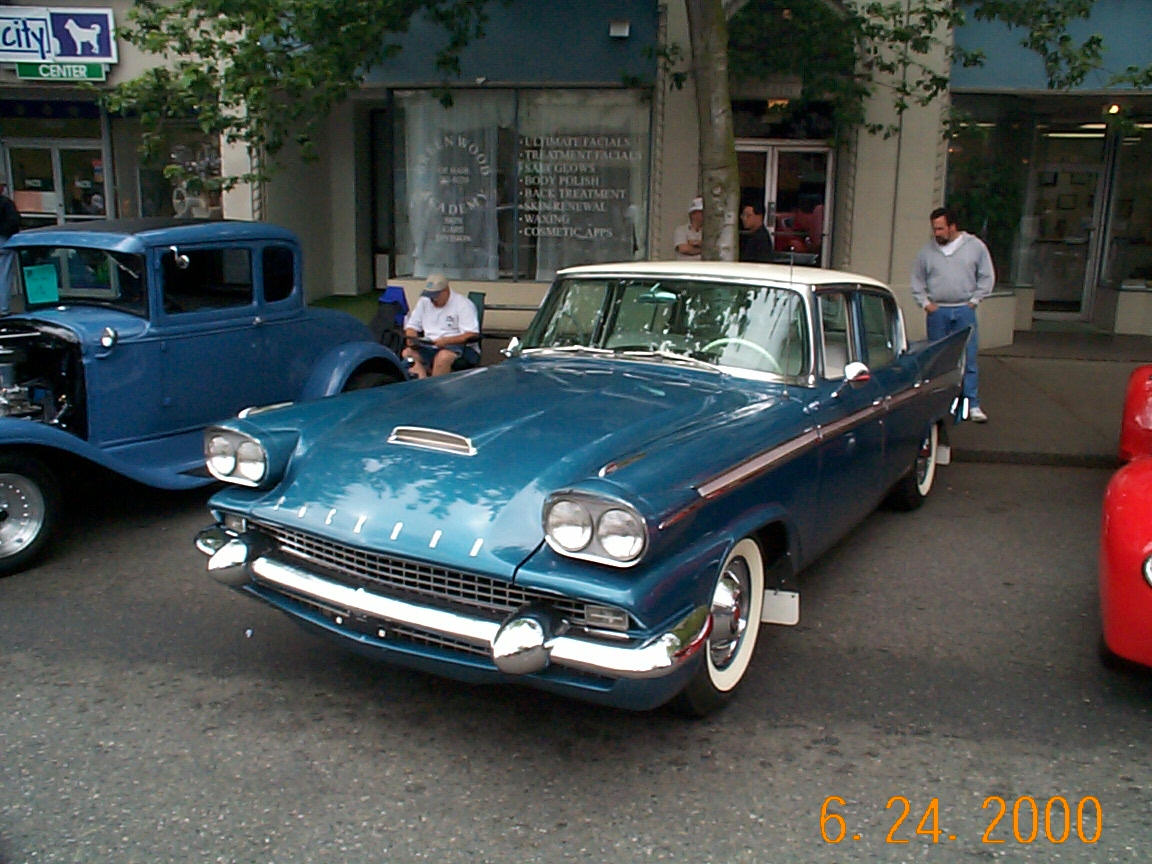
Packard Sedan (1958)

Die Studebaker-Packard Corporation entstand 1954 durch den Kauf der Studebaker Corporation in South Bend (Indiana) durch die Packard Motor Car Company in Detroit.
Studebaker war das größere der beiden Unternehmen, aber Packard stand finanziell besser da und hatte das bessere Personal.
Man hoffte, dass Packard vom größeren Studebaker-Händlernetz profitieren würde. Studebaker dagegen erhoffte sich eine wirtschaftliche Sanierung durch Packards größere Finanzkraft. Packards Präsident James Nance und der Präsident der Nash-Kelvinator Corporation, George Mason, planten, die vereinigte Studebaker-Packard Corporation nach der Konsolidierung mit Nash-Kelvinator und der Hudson Motor Car Co. zu einer American Motors Corporation zu vereinigen, die aus allen vier Marken bestand. Wäre diese komplizierte Operation wie geplant gelungen, so hätte die neue Gesellschaft noch vor Chrysler an dritter Stelle der amerikanischen Automobilproduzenten gestanden. Durch den plötzlichen Tod Masons, die Wahl seines desinteressierten Nachfolgers George W. Romney und durch Auseinandersetzungen über ein Gleichteilekonzept aller vier Marken gab es keine Chance mehr, diesen Plan durchzuführen. Dieser Lauf der Dinge besiegelte letztlich das Schicksal aller vier Marken.

## Organisation
Präsident der neuen Gesellschaft wurde James J. Nance, der Vorsitzende von Studebaker, Harold Vance, einer der Vizepräsidenten. Festgehalten wurde vorerst an den Standorten South Bend (Indiana), dem Sitz der neuen Studebaker Division und Detroit (Michigan) mit der Packard-Clipper Division und der Konzernzentrale. Nance strebte ursprünglich zwei Profit-Center unter einer gemeinsamen Führung an. Die Umstände führten aber de facto zu einer zentralen Führung aller drei Marken; Nance pendelte zwischen Detroit und South Bend, wo er sich jeweils zwei Tage lang mit den Problemen bei Studebaker beschäftigte.
Bei den Fusionsverhandlungen hatten die Parteien die Bilanzen gegenseitig nicht hinterfragt. So ging Packard von einer Gewinnschwelle bei 168.000 Fahrzeugen bei Studebaker aus. Damit hätte sich der neue Konzern halten können. Die Geschäftsleitung von Packard entdeckte im November 1954, dass Studebaker bei Weitem nicht alle seine betriebswirtschaftlichen Verhältnisse und Verkaufszahlen offengelegt hatte. Die Situation war wesentlich schlimmer, als Nance und sein Team es befürchtet hatten; die Gewinnschwelle von Studebaker lag unerreichbar bei über 286.000 Autos im Jahr, wobei das Unternehmen 1954 nur 82.000 Fahrzeuge hergestellt hatte.
Die Gewinnschwelle bei Packard lag bei 80.000 Einheiten (Packard und Clipper); im Modelljahr 1955 wurden trotz verspäteter Markteinführung 55.247 Fahrzeuge gebaut. Das war immer noch unzureichend, aber ein Quantensprung gegenüber den 30.965 Fahrzeugen des (entsprechend längeren) Modelljahrs 1954.
Der Verlust von 30 % des Studebaker-Händlernetzes 1956 vergrößerte noch die Schwierigkeiten der neuen Gesellschaft.

## Übernahme durch Curtiss-Wright
Nach den vernichtenden Verkaufszahlen des Jahres 1956 ging Studebaker-Packard bereits im Juni 1956 eine Geschäftsverbindung mit der von Roy T. Hurley geführten Curtiss-Wright Corporation, einem Rüstungsunternehmen, ein. Dies war die einzige Alternative zur Insolvenz. Die neuen Besitzer, die das Unternehmen hauptsächlich als Abschreibungsobjekt gekauft hatten, pochten auf große Veränderungen:
- Alle militärischen Produktionsstätten von Studebaker-Packard wurden einschließlich der zugehörigen Lieferverträge von Curtiss-Wright übernommen
- die Herstellung der Packard-Fahrzeuge in Detroit wurde eingestellt
- die erst 1956 eingeführte Marke Clipper wurde eingestellt
- alle verbliebenen Automobilaktivitäten wurden nach South Bend (ins Werk von Studebaker) verlegt.

## Synergien im Autobau
Der eigentliche Zweck der Fusion, durch größere Losgrößen eine Rationalisierung zu ermöglichen, kam nicht zustande.

### Motoren
Seinen relativ kleinen V8-Motor hatte Studebaker zu einem leichten und kraftvollen Triebwerk mit 289 c.i. (4736 cm³) ausgebaut. Packard-Clipper hatte daran kein Interesse; einerseits war er für die obere Mittel- und Oberklasse zu klein, andererseits hatte Packard erst 1955 einen eigenen V8 auf den Markt gebracht. Dieser erschien mit 320 c.i. (5244 cm³) für den Clipper und 352 c.i. (5768 cm³) für die großen Modelle.
Packard konnte den 320er Motor samt Automatik „Twin Ultramatic“ an AMC verkaufen, wo zwar ein eigener V8 entwickelt wurde, der aber erst 1957 zur Verfügung stand. Der Packard 320 wurde für die großen Nash und Hudson verwendet, die ihrerseits Konkurrenzmodelle des Packard Clipper und Studebaker President waren. 1956 wurde der Packard V8-Motor auf 352 c.i. vergrößert. Der 352 wurde nun im Clipper und im später nachgeschobenen Executive verwendet; die teureren Modelle erhielten einen noch größeren Motor mit 374 c.i. (6129 cm³). Einige Exemplare des Packard 352 wurden an Studebaker geliefert, wo sie im Golden Hawk des Modelljahrs 1956 verwendet wurden.
Die Übernahme durch Curtiss-Wright verhinderte, dass eine gemeinsame Modellpolitik der Marken Packard, Clipper und Studebaker zum Tragen kam. Dabei wären große Synergien beim Motoren- und Karosseriebau möglich gewesen; Clipper und Studebaker President hätten dabei die meisten Komponenten geteilt.

### Produktplanung 1957–1959
Nance hatte konkrete Pläne zur Modellpolitik. Anders als Romney bei American Motors (der gezielt das Segment der Kompaktwagen anvisierte) plante Studebaker-Packard weiterhin, ein vierter Mitbewerber zu den „Großen Drei“ (General Motors, Ford und Chrysler) zu werden. Dazu sollte an den Produktionsstandorten Detroit (Packard, Packard Executive und Clipper) und South Bend (Studebaker mit Hawk, Nutzfahrzeuge) festgehalten werden. Die folgenden Tabellen basieren auf einem Vorschlag vom März 1956 und wurden so nie realisiert.
| 1957           | 1957           | 1957                            | 1957                 | 1957          |
| Packard        | Packard        | Studebaker                      | Studebaker           | Studebaker    |
| Packard        | Executive      | Studebaker                      | Hawk                 | Nutzfahrzeuge |
| -------------- | -------------- | ------------------------------- | -------------------- | ------------- |
|                |                | 2-tür. Sedan, Champion          |                      | LKW           |
|                |                | 2-tür. Sedan, Commander         |                      |               |
|                |                | 2-tür. Sedan, President         | Coupé, Silver Hawk   |               |
|                |                | 4-tür. Sedan, Champion          |                      |               |
|                |                | 4-tür. Sedan, Commander         |                      |               |
| 4-tür. Sedan   | 4-tür. Sedan   | 4-tür. Sedan, President         |                      |               |
|                |                | 4-tür. Sedan, President Classic |                      |               |
|                |                | 2-tür. Hardtop, Champion        |                      |               |
| 2-tür. Hardtop | 2-tür. Hardtop | 2-tür. Hardtop, Commander       |                      |               |
|                |                | 2-tür. Hardtop, President       | Hardtop, Golden Hawk |               |
|                |                | Station Wagon, Champion         |                      |               |
|                |                | Station Wagon, Commander        |                      |               |
|                |                | Station Wagon, President        |                      |               |
| Convertible    |                |                                 |                      |               |

Für 1957 waren demnach durchs Band "aufgewärmte" 56er Modelle vorgesehen.
Studebaker: In allen drei Baureihen sollten die bisherigen Varianten angeboten werden. Weitere Hawk-Versionen scheinen nicht vorgesehen gewesen zu sein. Topmodell wäre der President Classic gewesen, wahrscheinlich ein Bindeglied, um das Loch im Preisgefüge zwischen Studebaker und Executive abzumildern.
Packard: Sedan und Hardtop entsprechen Patrician und Four Hundred. In diesem Jahr war kein Caribbean vorgesehen. Die einzige Neuheit wäre ein preisgünstigeres Cabrio gewesen, das möglicherweise ebenfalls Four Hundred geheißen hätte.
Executive: Hätte die frühere Rolle des Clipper als "Junior-Modell" von Packard übernommen; ein Clipper war in diesem Jahr nicht vorgesehen, obwohl er erst 1956 als Marke etabliert worden war.
Was daraus wurde: In der Tat gab es ein mildes Facelift für Studebaker. Ein President Classic wurde angeboten. Bei Packard gab es nur einen Clipper als Town Sedan (Limousine) und Country Sedan (Station Wagon), beide vollständig mit Studebaker-Technik. Er war etwa auf dem Preisniveau des Clipper Custom des Vorjahres. Das Segment oberhalb von Buick (Cadillac, Lincoln, Imperial), in dem Packard jahrzehntelang ein maßgeblicher Mitbewerber gewesen war, wurde ebenso preisgegeben, wie die wichtigsten Errungenschaften der Marke, die erst 1955 eingeführt worden waren: V8, Twin Ultramatic oder Torsion Level Ride. Einzig die von Dana-Spicer zugekaufte Twin Traction Hinterachse mit Sperrdifferential schaffte es als Option ins Jahr 1957.
| 1958                     | 1958                     | 1958                     | 1958                      | 1958                 | 1958                       |
| Packard                  | Packard                  | Clipper                  | Studebaker                | Studebaker           | Studebaker                 |
| Packard                  | Executive                | Clipper                  | Studebaker                | Hawk                 | Nutzfahrzeuge              |
| ------------------------ | ------------------------ | ------------------------ | ------------------------- | -------------------- | -------------------------- |
|                          |                          |                          | 2-tür. Sedan, Champion    |                      | Express Pickup (Champion?) |
|                          |                          |                          | 2-tür. Sedan, Commander   |                      | LKW                        |
|                          |                          |                          | 2-tür. Sedan, President   | Coupé, Silver Hawk   |                            |
|                          |                          |                          | 4-tür. Sedan, Champion    |                      |                            |
| 4-tür. Sedan, Standard   | 4-tür. Sedan, Standard   |                          | 4-tür. Sedan, Commander   |                      |                            |
| 4-tür. Sedan, Deluxe     | 4-tür. Sedan, Deluxe     |                          | 4-tür. Sedan, President   |                      |                            |
|                          |                          |                          | 2-tür. Hardtop, Champion  |                      |                            |
| 2-tür. Hardtop, Standard | 2-tür. Hardtop, Standard | 2-tür. Hardtop, Standard | 2-tür. Hardtop, Commander |                      |                            |
| 2-tür. Hardtop, Deluxe   | 2-tür. Hardtop, Deluxe   | 2-tür. Hardtop, Deluxe   | 2-tür. Hardtop, President | Hardtop, Golden Hawk |                            |
|                          |                          |                          | 4-tür. Hardtop, Champion  |                      |                            |
| 4-tür. Hardtop, Standard | 4-tür. Hardtop, Standard | 4-tür. Hardtop, Standard | 4-tür. Hardtop, Commander |                      |                            |
| 4-tür. Hardtop, Deluxe   | 4-tür. Hardtop, Deluxe   | 4-tür. Hardtop, Deluxe   | 4-tür. Hardtop, President |                      |                            |
|                          |                          |                          | Station Wagon, Champion   |                      |                            |
|                          |                          |                          | Station Wagon, Commander  |                      |                            |
|                          |                          |                          | Station Wagon, President  |                      |                            |
|                          |                          |                          | Station Wagon, Champion   |                      |                            |
|                          |                          |                          | Station Wagon, Commander  |                      |                            |
| Convertible              | Convertible              | Convertible              | Convertible, President    |                      |                            |

Gemäß diesem Plan war für 1958 eine Modelloffensive angedacht: alle Packard und Studebaker sollten neu herausgebracht werden. Lediglich der Hawk und die Nutzfahrzeuge hätten bloß ein (weitgehendes) Facelift erfahren.
Studebaker: In allen drei Baureihen sollte es neu je ein viertüriges Hardtop geben. Vom Champion sollte ein "Express" Pickup in der Art des erfolgreichen Ford Ranchero abgeleitet werden. Für den Hawk und die Nutzfahrzeuge war ein leichtes Facelift vorgesehen. Der President Classic wäre entfallen.
Clipper: Der Clipper (als Marke) sollte wieder auferstehen. In zwei Ausstattungslinien (wahrscheinlich Super und Custom) sollten je ein zwei- und ein viertüriges Hardtop angeboten werden.
Executive: Die Baureihe wäre auf zwei Ausstattungsstufen ausgebaut und um je ein viertüriges Hardtop ergänzt worden. Denkbar wäre die Abspaltung als weitere Konzernmarke gewesen.
Packard: Oberhalb des Packard wurde eine komplette Baureihe eingeplant. Sie hätte möglicherweise Caribbean oder Caribe geheißen und wiederum ein Cabrio umfasst (das im Standard-Packard gestrichen worden wäre).
Was daraus wurde: Die Personenwagen erhielten ein weitreichendes Facelift unter Verwendung von Fiberglas-Anbauteilen zur Gewichtsreduktion. Viertürige Hardtops erschienen sowohl als Studebaker, wie als Packard. Die Bezeichnung Clipper verschwand ersatzlos. Neu war ein Packard Hawk mit geänderter Frontpartie und falschem Ersatzrad auf dem Kofferraumdeckel. Packard kamen nun (außer Hawk) ohne Kompressor auf den Markt.
| 1959                     | 1959                     | 1959                     | 1959                      | 1959                 | 1959                       |
| Packard                  | Packard                  | Clipper                  | Studebaker                | Studebaker           | Studebaker                 |
| Packard                  | Executive                | Clipper                  | Studebaker                | Hawk                 | Nutzfahrzeuge              |
| ------------------------ | ------------------------ | ------------------------ | ------------------------- | -------------------- | -------------------------- |
|                          |                          |                          | 2-tür. Sedan, Champion    |                      | Express Pickup (Champion?) |
|                          |                          |                          | 2-tür. Sedan, Commander   |                      | LKW                        |
|                          |                          |                          | 2-tür. Sedan, President   | Coupé, Silver Hawk   |                            |
|                          |                          |                          | 4-tür. Sedan, Champion    |                      |                            |
| 4-tür. Sedan, Standard   | 4-tür. Sedan, Standard   |                          | 4-tür. Sedan, Commander   |                      |                            |
| 4-tür. Sedan, Deluxe     | 4-tür. Sedan, Deluxe     |                          | 4-tür. Sedan, President   |                      |                            |
|                          |                          |                          | 2-tür. Hardtop, Champion  |                      |                            |
| 2-tür. Hardtop, Standard | 2-tür. Hardtop, Standard | 2-tür. Hardtop, Standard | 2-tür. Hardtop, Commander |                      |                            |
| 2-tür. Hardtop, Deluxe   | 2-tür. Hardtop, Deluxe   | 2-tür. Hardtop, Deluxe   | 2-tür. Hardtop, President | Hardtop, Golden Hawk |                            |
|                          |                          |                          | 4-tür. Hardtop, Champion  |                      |                            |
| 4-tür. Hardtop, Standard | 4-tür. Hardtop, Standard | 4-tür. Hardtop, Standard | 4-tür. Hardtop, Commander |                      |                            |
| 4-tür. Hardtop, Deluxe   | 4-tür. Hardtop, Deluxe   | 4-tür. Hardtop, Deluxe   | 4-tür. Hardtop, President |                      |                            |
|                          |                          |                          | Station Wagon, Champion   |                      |                            |
|                          |                          |                          | Station Wagon, Commander  |                      |                            |
|                          |                          |                          | Station Wagon, President  |                      |                            |
|                          |                          |                          | Station Wagon, Champion   |                      |                            |
|                          |                          |                          | Station Wagon, Commander  |                      |                            |
| Convertible              | Convertible              | Convertible              | Convertible, President    |                      |                            |

Gegenüber 1958 waren keine neuen Modelle und nur ein leichtes Facelift vorgesehen.
Was daraus wurde: Packard und natürlich auch Executive und Clipper wurden gestrichen. Stattdessen konnte in den gewonnenen Fertigungskapazitäten der neue Kompaktwagen Studebaker Lark auf einem verkürzten und leicht überarbeiteten Standard-Chassis produziert werden.

## Die letzten Packard
Die 1957 und 1958 gefertigten Packards waren im Wesentlichen Studebaker Presidents, die mit großen Mengen von Chromleisten versehen wurden. Diese Wagen wurden von Satirikern als Packardbaker bezeichnet. Die beiden 1957er Modelle sowie der Hawk von 1958 waren serienmäßig mit Paxton-Kompressoren ausgerüstet. Die Heckflossen waren so entworfen, dass sie bis 1958 Clipper-Schlussleuchten des Modells 1956 aufnehmen konnten. Das Armaturenbrett war optisch angelehnt an jenes von 1956 und es gab an den Flanken Metallabdeckungen ähnlich den 56er Packard. Teague verwendete außerdem Schriftzug, Kühlerfigur und Trim auf dem Kofferraumdeckel des Patrician / Four Hundred von 1955. Auch wenn der Clipper gewiss kein Packard im traditionellen Sinn mehr war, so hatte er doch viele Qualitäten und Studebaker hatte ihm das Beste mitgegeben, was dieses Traditionsunternehmen zu bieten hatte. Dazu gehörten vor allem der leistungsfähige Sweepstakes V8 (teilweise mit Kompressor), Trommelbremsen mit Kühlrippen und Studebakers Multiple Ratio Lenkung. Das Fahrwerk kam zwar nicht an die regulierte Drehstabfederung des Vorgängers heran, der neue Clipper hatte aber weniger Gewicht und eine dank dem leichteren Motor bessere Gewichtsverteilung. Die Leistung entsprach mit 275 bhp mit Kompressor exakt jener des Clipper Custom resp. Packard Executive mit dem Packard 352 V8-Motor. Ein anderes Problem wird jedoch leicht übersehen: In einer Zeit, in der "größer" fast automatisch mit "besser" gleichgesetzt wurde, war der 57er Clipper kleiner als der Vorgänger. Preislich lag der Sedan mit US$ 3.212 genau zwischen dem Clipper Custom Touring Sedan mit US$ 3.069 und dem entsprechenden Packard Executive mit US$ 3.465.
Erstmals in der Automobilindustrie wurde Fiberglas in der Serienproduktion eingesetzt; Frontmasken und Heckflossen der Packard des Modelljahrs 1958 waren aus diesem Material gefertigt. Der letzte Packard verließ das Werk im Juli 1958. Die frei gewordenen Produktionskapazitäten nutzte Studebaker zur Herstellung seines Modells Lark, das eine Zeitlang erfolgreich war, obwohl manche Elemente der Karosserie bis 1953 zurückreichten.

## Vertretung für Daimler-Benz in den Vereinigten Staaten
Der einzige Lichtblick in den Schwierigkeiten der Gesellschaft war eine von Hurley arrangierte Vereinbarung zur Vertretung von Daimler-Benz-Fahrzeugen. Diese Vereinbarung wurde sowohl für den Ausbau der kleineren Baureihen als wichtig erachtet, als auch für die verärgerte Studebaker-Händlerschaft, die nach Einstellung der Studebaker-eigenen Produktion wenigstens noch ein Produkt zu verkaufen hatte.
Studebaker-Packard unternahm einen letzten Versuch, den Markennamen Packard zu retten. Die amerikanisch-französische Limousine Facel Vega, die mit einem Chrysler-V8-Motor bestückt war, sollte als Packard verkauft werden. Daimler-Benz forderte jedoch die Aufgabe dieser Pläne aus Konkurrenzgründen.

## Diversifizierung
Bereits 1958 kaufte Studebaker-Packard Paxton Automotive. Ab 1960 begann die Gesellschaft, sich in anderen Industriebereichen zu engagieren und kaufte:
- Trans International Airlines, eine 1948 gegründete Fluggesellschaft
- D.W. Onan & Sons – Generatoren
- Cincinnati Testing Labs – Kunststoffentwicklung
- Gering Plastics – Kunststofffertigung
- Clarke Floor Machine Company – Bodenreinigungsgeräte und Stoßdämpfer
- Gravely Tractors – Hochleistungsmäher und Einachstraktoren
- Chemical Compounds Company – Hersteller der STP-Öladditive

1961 wurde Sherwood Egbert Präsident der Gesellschaft. Er betrieb die Diversifizierung weiter. Im Frühjahr 1962, vier Jahre nach der Herstellung des letzten Packards und acht Jahre nach der Fusion von Packard und Studebaker, ließ das Unternehmen den Namen Packard fallen und firmierte wieder als Studebaker Corporation.